# Soa flaviterminata
Soa flaviterminata är en insektsart som beskrevs av Günther Enderlein 1906. Soa flaviterminata ingår i släktet Soa och familjen fjällstövlöss. Inga underarter finns listade i Catalogue of Life.